# Lançon-Provence
Lançon-Provence (also known as Lançon-de-Provence) là một xã ở tỉnh Bouches-du-Rhône, thuộc vùng Provence-Alpes-Côte d’Azur ở miền nam nước Pháp.
commune in the Bouches-du-Rhône department in southern Pháp.